# Háleygjatal
Háleygjatal var en genealogisk dikt av Eyvind skaldaspiller, tillägnad ladejarlen Håkon Sigurdsson, som under en tjugoårsperiod 975–995 var Norges mäktigaste man. Dikten är till största delen förlorad. Men eftersom enstaka strofer har citerats i andra verk, främst i Heimskringla, Skáldskaparmál och Fagrskinna, har det varit möjligt att pussla samman en kort "rekonstruktion" av dikten, omfattande nio hela och sju halva strofer. De enskilda fragmentens inbördes ordning är dock i vissa fall osäker och det är också omstritt hur flera av stroferna ska tolkas. Den läsordning som brukar användas är den som föreslogs av Finnur Jónsson i Den norsk-islandske skjaldedigtning, 1912–15.
Háleygjatal diktades någon gång mellan åren 986 och 995. Årtalen står för slaget vid Hjörungavåg, som omtalas i dikten, samt Håkon jarl Sigurdssons död år 995. Eftersom Håkon jarl var diktens mottagare måste han ha varit i livet när dikten skapades. Eyvind skaldaspiller själv bör ha varit i 70-årsåldern när Háleygjatal kom till – Finnur Jónsson gissar att det kan ha varit hans sista dikt.
Dikten har varit ett langfeðgatal, som har räknat upp alla Håkon jarls förfäder från ättens mytiske stamfader Säming till Håkon själv. Säming uppges i dikten ha varit son till jättekvinnan Skade och någon av gudarna Oden eller Frej. Osäkerheten rörande faderskapet beror på diktens fragmentariska skick samt det faktum att Snorre Sturlasson, när han berättar om Säming, lämnar motsägande uppgifter. I diktens fjärde bevarade strof uppges dock att "skiddisen" (ǫndurdís) – det vill säga Sämings mor Skade – fick många söner med Oden, vilket skulle kunna tyda på att det är han som av skalden har utpekats som Sämings far. För detta talar också det faktum att de bevarade stroferna rymmer en rik flora av kenningar och metaforer som alla anspelar på Oden. I så fall skulle alltså Ladejarlsätten enligt Eyvind skaldaspiller ha härstammat från Oden, medan Hårfagreätten enligt Ynglingatal härstammade från Frej och den svenska Ynglingaätten.
I vilket fall som helst är det tydligt, att diktens syfte har varit att förläna Ladejarlsätten samma sociala status som den kungliga Hårfagreätten och därmed också stärka Håkon jarls legitimitet som härskare. Háleygjatal kan därför uppfattas som en mytologisk propagandadikt med udden riktad mot Erikssönerna av Hårfagreätten, och det är ingen tillfällighet att dikten till både form och innehåll har varit en imitation av Ynglingatal. Båda dikterna har samma versmått, kviðuháttr, och båda har varit disponerade på samma sätt. Enligt Snorre Sturlasson har Háleygjatal om var och en av Håkon jarls förfäder berättat hur denne dog och var han fått sin vilostad – det är just sådana uppgifter som också meddelas om Ynglingarna i Ynglingatal. "Skalden använder sig av en sofistikerad metod som i dag kallas intertextualitet", skriver religionshistorikern Gro Steinsland: "Han låter det äldre furstekvädet Ynglingatal, som handlar om Ynglingaätten, spela med som en undertext i sin egen dikt om Ladejarlarna." En isländsk genealogi från omkring år 1300, som citeras i Tormod Torfæus Historia rerum Norvegicarum (1711), men som också finns i Resens samlingar, refererar 27 ätteled hämtade från Háleygjatal – det är exakt lika många som redovisas i Ynglingatal. De båda dikterna har alltså varit parallella även vad antalet generationer beträffar. För båda dikterna gäller dock att endast ett fåtal av namnen är historiska. Det betyder inte att personerna skulle vara påhittade, men de är i dag okända.
Säkerligen har det på Hlaðir funnits en levande muntlig tradition rörande den egna ättens historia. I vilken grad Eyvind har kunnat avvika från denna tradition är omöjligt att veta. Sannolikt gäller också här Snorre Sturlassons källkritiska iakttagelse, att ingen lovskald har kunnat ta sig alltför stora friheter. Att berömma någon för något som alla visste inte var sant "skulle ha varit hån och inte lovord".
Att Eyvind själv har varit nöjd med sitt verk framgår av det rekonstruerade kvädets sista halvstrof, där han liknar sin dikt vid en stenbro – vilket väl får uppfattas som en symbol för beständighet:
| Jólna sumbl enn vér gôtum stillis lof sem steinabrú. | Åter framförde vi julgudarnas gille [=dikten, skaldskapen] som en stenbro till furstens lov. |  |

Jólna sumbl (julgudars dryckeslag) står här som kenning för "skaldemjödet", det vill säga den dikt som Eyvind just har framfört. Jólnir (julguden) är också ett heiti för Oden – kanske en anspelning på Håkon jarls gudomliga härstamning. Varför strofen har fått denna association till julen kan vi inte veta. Kanske framfördes dikten första gången på Hlaðir omkring år 986 (som Finnur Jónsson gissade) när Håkon Sigurdsson den mäktige, segraren från Hjörungavåg, drack jul med sina män.